# Cornus excelsa
Cornus excelsa là một loài thực vật có hoa trong họ Cornaceae. Loài này được Kunth miêu tả khoa học đầu tiên năm 1820.